# Mikołaj Jeżowski
Mikołaj Jeżowski (Jeżewski) herbu Prus I (zm. w 1569 roku) – chorąży liwski w 1562/1563 roku.
Poseł ziemi liwskiej na sejm piotrkowski 1562/1563 roku, sejm warszawski 1563/1564 roku, poseł ziemi warszawskiej na sejm 1569 roku.